# غونتر آسر
غونتر آسر (بالألمانية: Günter Asser)‏ (و. 1926 – 2015 م) هو رياضياتي، وفيلسوف، وأستاذ جامعي من ألمانيا، وألمانيا الشرقية، ولد في برلين، كان عضوًا في الأكاديمية الألمانية للعلوم في برلين، توفي في غرايفسفالت، عن عمر يناهز 89 عاماً.

## جوائز
حصل على جوائز منها:

وسام الاستحقاق الوطني البرونزي